# Sue Kaufman
Sue Kaufman (Long Island, 7 agosto 1926 – New York, 25 giugno 1977) è stata una scrittrice statunitense.

## Biografia
Nata a Long Island il 7 agosto 1926, ha conseguito un B.A. nel 1947 al Vassar College e nello stesso anno ha pubblicato il suo primo racconto nella rivista "Junior Bazaar".
A partire dal suo esordio nel 1959 con il romanzo The Happy Summer Days, ha pubblicato altre 5 opere tra le quali Diario di una casalinga disperata del 1967  trasposta nell'omonima pellicola 3 anni dopo.
È morta a New York il 25 giugno 1977 dopo una lunga malattia.
Nel 1979 è stato istituito in suo onore il "Sue Kaufman Prize for First Fiction" destinato al miglior esordio e assegnato dall'American Academy of Arts and Letters.

## Opere
- The Happy Summer Days (1959)
- Green Holly (1961)
- Diario di una casalinga disperata (Diary of a Mad Housewife, 1967), Torino, Einaudi, 2007 traduzione di Gaja Lombardi Cenciarelli ISBN 978-88-06-18348-6.
- The Headshrinker's Test (1969)
- Falling Bodies (1974)
- The Master and Other Stories (1976)

## Adattamenti cinematografici
- Diario di una casalinga inquieta (Diary of a Mad Housewife), regia di Frank Perry (1970)